# Séguret
Séguret – miejscowość i gmina we Francji, w regionie Prowansja-Alpy-Lazurowe Wybrzeże, w departamencie Vaucluse.
Według danych na rok 1990 gminę zamieszkiwało 798 osób, a gęstość zaludnienia wynosiła 38 osób/km² (wśród 963 gmin regionu Prowansja-Alpy-W. Lazurowe Séguret plasuje się na 413. miejscu pod względem liczby ludności, natomiast pod względem powierzchni na miejscu 477.).

## Populacja

Populacja Séguret w latach 1962–2008